# Badailhac
Badailhac é uma comuna francesa na região administrativa de Auvérnia-Ródano-Alpes, no departamento de Cantal. Estende-se por uma área de 12,36 km². Em 2010 a comuna tinha 148 habitantes (densidade: 12 hab./km²).